# Sébastien Phiri
Sébastien Phiri (1 juli 1990) is een Belgische voetballer die onder contract staat bij KAA Gent maar uitgeleend is aan de FC Brussels.
Phiri komt uit de jeugdopleiding van FC Brussels. In 2008 maakte hij de overstap naar KAA Gent. Een seizoen later werd Phiri terug uitgeleend aan FC Brussels. Daar speelde hij amper 8 wedstrijden toen hij een zware blessure opliep. In onderling overleg werd het huurcontract ontbonden en revalideerde hij bij zijn club KAA Gent.
Tijdens het seizoen 2011-2012 werd hij opnieuw voor een jaar uitgeleend aan FC Brussels. Vervolgens werd hij uitgeleend aan vierdeklasser KFC Eendracht Zele maar hij kampte nog steeds met een zware blessure. Waardoor hij pas op het einde van het seizoen 2012-2013 zijn eerste speelminuten verzamelde in de Elststraat. 

## Statistieken
| seizoen | club                 | land   | competitie    | wed | goals |
| ------- | -------------------- | ------ | ------------- | --- | ----- |
| 2007/08 | FC Brussels          | België | Tweede klasse | 1   | 0     |
| 2008/09 | KAA Gent             | België | Eerste klasse | 0   | 0     |
| 2009/10 | → FC Brussels        | België | Tweede klasse | 8   | 1     |
| 2010/11 | KAA Gent             | België | Eerste klasse | 0   | 0     |
| 2011/12 | → FC Brussels        | België | Tweede klasse | 0   | 0     |
| 2012/13 | → KFC Eendracht Zele | België | Vierde klasse | ?   | ?     |
|         |                      |        | Totaal        | 9   | 1     |

Laatst bijgewerkt 18-09-11
Bron: sport.be - sporza.be